# Chiesa di Santa Maria Assunta (Farra d'Isonzo)
La chiesa di Santa Maria Assunta è la parrocchiale di Farra d'Isonzo, in provincia ed arcidiocesi di Gorizia; fa parte del decanato di Gradisca d'Isonzo.

## Storia
Si presume che il primitivo luogo di culto cristiano di Farra d'Isonzo sia sorto tra il VI e il VII secolo.

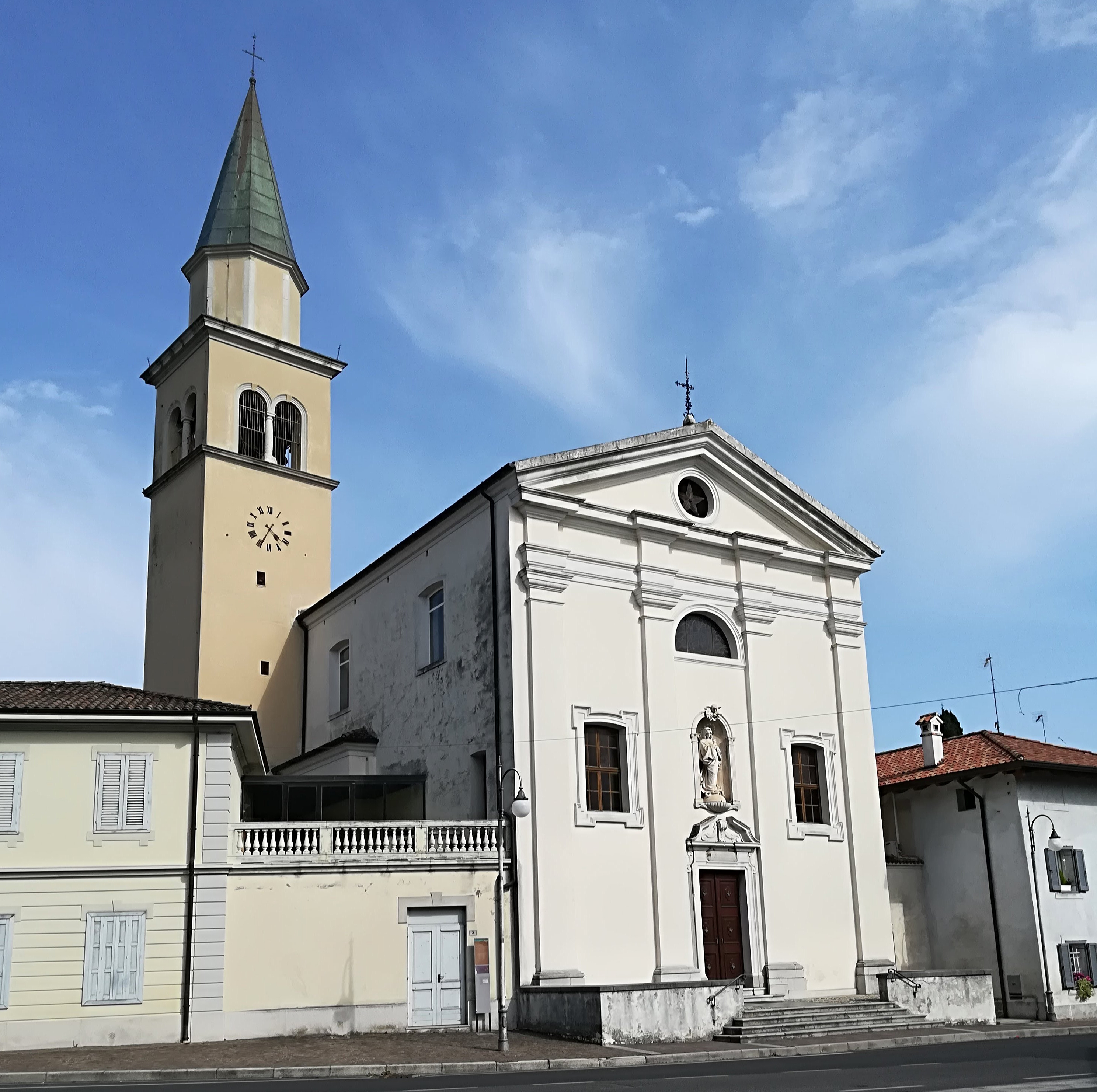
La chiesa vista da un'altra prospettiva

Da un documento del capitolo di Aquileia del 1176 si sa che Farra era sede di una pieve a capo di una vicaria.
Nel XV secolo venne edificata una nuova chiesa in stile gotico, la cui abside è tuttora esistente.
Accanto a questa chiesetta fu costruita nel 1728 la nuova parrocchiale, voluta dall'allora parroco don Giuseppe Pollini; la consacrazione venne impartita il 20 maggio del 1742 dal vescovo di Pedena Bonifacio Cecotti, su delega del patriarca di Aquileia Daniele Delfino.
Nel 1915, durante la prima guerra mondiale, la chiesa fu distrutta.
L'attuale parrocchiale venne edificata grazie ai fondi stanziati dal governo nel 1923 e consacrata il 5 agosto di quello stesso anno dall'arcivescovo di Gorizia e Gradisca Francesco Borgia Sedej.
Nel 2000 l'edificio fu ristrutturato.

## Descrizione

### Esterno
La neoclassica facciata della chiesa, che è a capanna, è tripartita da quattro lesene con capitelli dorici che reggono il timpano, al centro del quale si apre un piccolo rosone; sopra il portale vi sono una nicchia ospitante la statua di santa Maria Assunta, scolpita da Giovanni Battista Novelli, e una finestra semicircolare, mentre ai lati si aprono due finestre rettangolari.

### Interno
L'interno dell'edificio si compone di un'unica navata con volta a schifo, mentre il presbiterio presenta la volta a botte.
Annessa alla struttura principale è l'abside poligonale dell'antica chiesetta quattrocentesca; essa presenta un affresto che ha come soggetto la Madonna con il Bambino, scoperto durante i restauri condotti tra il 1982 ed il 1983.
Opere di pregio conservate all'interno della chiesa sono un dipinto raffigurante l'Assunta, eseguito da Giovanni Moro nel 1930, e la Via Crucis, realizzata da Clemente Del Neri nel 1925.